# Okres Kętrzyn
Okres Kętrzyn (polsky Powiat kętrzyński) je okres v polském Varmijsko-mazurském vojvodství u hranic s Ruskem. Rozlohu má 1212,97 km² a v roce 2019 zde žilo 62 283 obyvatel. Sídlem správy okresu je město Kętrzyn. 

## Gminy
Městská:
- Kętrzyn

Městsko-vesnické:
- Korsze
- Reszel

Vesnické:
- Barciany
- Kętrzyn
- Srokowo

## Města
- Kętrzyn
- Korsze
- Reszel

## Sousední okresy
| Růžice kompasu | Bartoszyce | Kaliningrad   | Węgorzewo | Růžice kompasu |
| Růžice kompasu | Bartoszyce | Sever         | Węgorzewo | Růžice kompasu |
| Růžice kompasu | Bartoszyce | Okres Kętrzyn | Węgorzewo | Růžice kompasu |
| Růžice kompasu | Bartoszyce | Jih           | Węgorzewo | Růžice kompasu |
| Růžice kompasu | Olsztyn    | Mrągowo       | Giżycko   | Růžice kompasu |